# 탄야팅
탄야팅(중국어 정체자: 譚雅婷, 간체자: 谭雅婷, 병음: Tán Yǎtíng, 한자음: 담아정, 1993년 11월 7일~)은 중화민국의 양궁 선수이다. 올림픽에 3회(2012년, 2016년, 2020년) 참가하였으며 2016년 올림픽에서 여자 단체전 동메달을 획득했다.